# Diplacodes lefebvrii
Diplacodes lefebvrii là một loài chuồn chuồn ngô thuộc họ Libellulidae. Nó được tìm thấy ở Algérie, Angola, Botswana, Burkina Faso, Cameroon, Tchad, Bờ Biển Ngà, Ai Cập, Guinea Xích Đạo, Ethiopia, Gambia, Ghana, Guinée, Guiné-Bissau, Kenya, Liberia, Madagascar, Malawi, Mali, Mauritius, Maroc, Mozambique, Namibia, Niger, Nigeria, Réunion, São Tomé và Príncipe, Sénégal, Seychelles, Sierra Leone, Somalia, Nam Phi, Sudan, Tanzania, Togo, Uganda, Zambia, Zimbabwe và có thể có ở Burundi. Môi trường sống tự nhiên của chúng là rừngs ẩm vùng đất thấp nhiệt đới hoặc cận nhiệt đới, xavan khô, xavan ẩm, vùng cây bụi khô khu vực nhiệt đới hoặc cận nhiệt đới, vùng cây bụi ẩm khu vực nhiệt đới hoặc cận nhiệt đới, sông ngòi, sông có nước theo mùa, vùng đất ẩm với cây bụi là chủ yếu, đầm lầy, hồ nước ngọt, hồ nước ngọt có nước theo mùa, đầm nước ngọt, và đầm nước ngọt có nước theo mùa.

## Hình ảnh

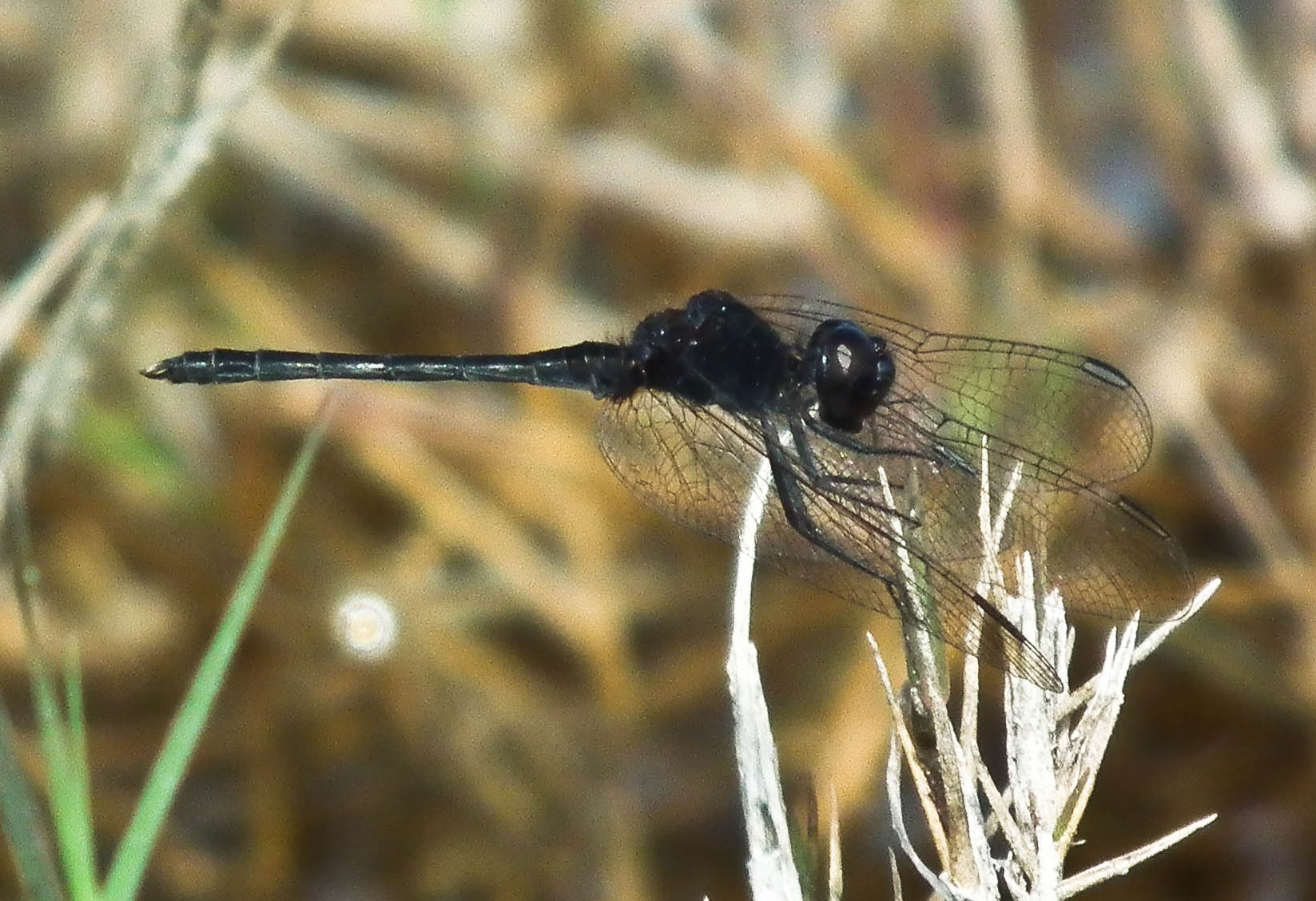
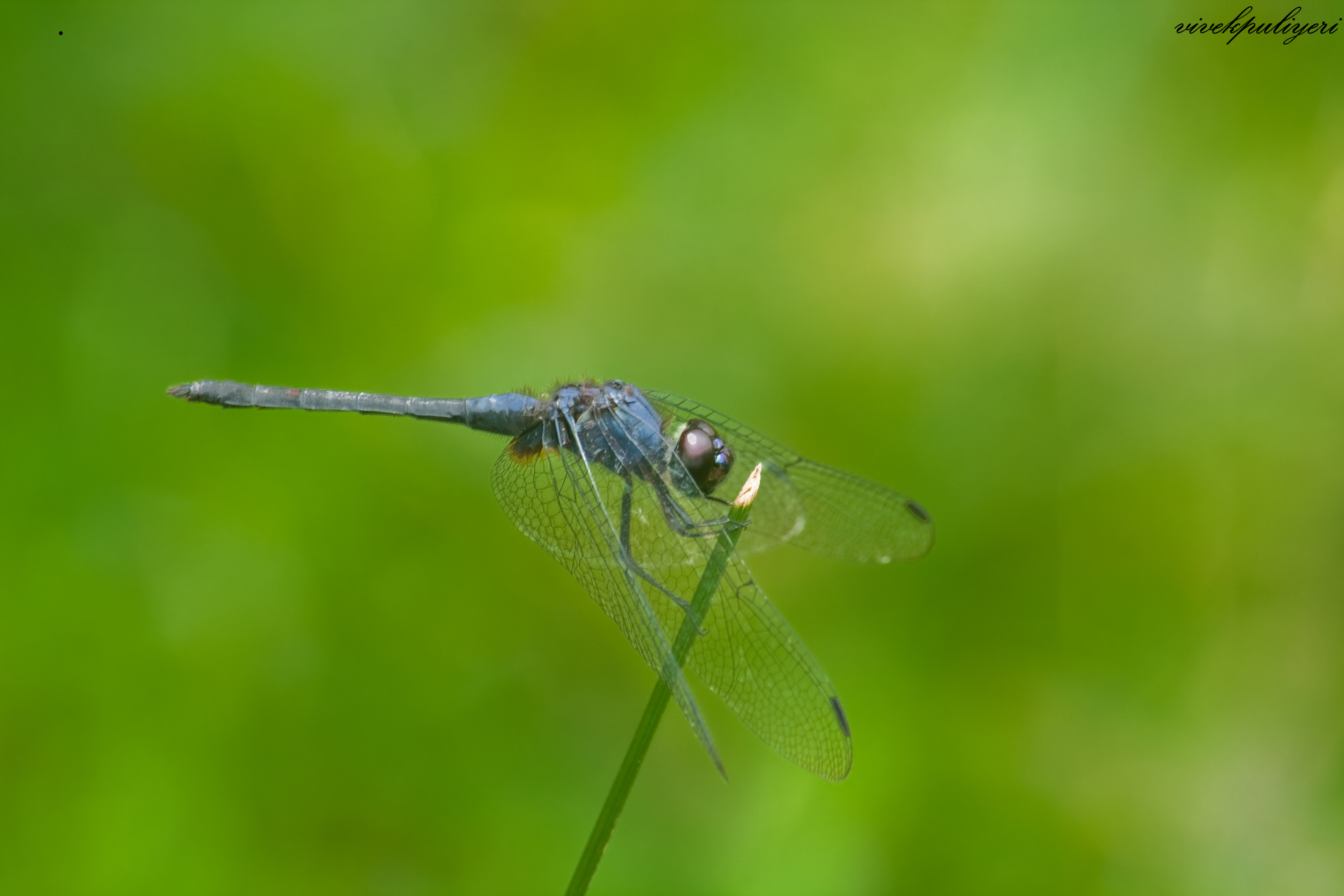